# Kardinális lóri
A kardinális lóri (Pseudeos cardinalis) a madarak osztályának papagájalakúak (Psittaciformes) rendjébe és a szakállaspapagáj-félék (Psittaculidae) családjába, azon belül a lóriformák (Loriinae) alcsaládjába tartozó faj.

## Rendszerezése
A 2020-ban lezajlott filogenetikai vizsgálatok eredményeképp sorolták át a Pseudeos nembe, korábban a Chalcopsitta nembe tartozott.

## Előfordulása
Pápua Új-Guinea, azon belül a Bismarck-szigetek délkeleti szigetei és Bougainville és a Salamon-szigetek területén honos. Erdők lakója.